# 도쿄 디자이너스 위크
도쿄 디자이너스 위크(Tokyo Designers Week, TDW)는 2005년부터 2016년까지 일본 도쿄도 중심부의 메이지 진구 가이엔에서 개최된 연례 디자인 행사였다. 이 행사는 제품 디자인, 인테리어 디자인을 선보였으며 예술 및 그래픽 디자인은 물론 단편 영화까지 포함하도록 확대되었다. 2005년부터 도쿄 디자인 위크는 도쿄 메트로 긴자선 가이엔마에역 근처 메이지 진구 가이엔에서 개최되었다.

## 역사
원래 도쿄 디자이너스 위크로 명명된 이 행사는 이탈리아 밀라노의 살로네 델 모빌(Salone del Mobile)과 같은 견본시에서 영감을 받아 인테리어 및 제품 디자인을 위한 견본시로 1995년에 시작되었다. 2005년 이전에는 도쿄만 오다이바 인공섬에서 행사가 열렸다. 최근 몇 년 동안 이 쇼는 대중에게 공개되었으며 예술과 디자인의 모든 측면을 포함하는 카테고리를 추가했다.
수년 동안 도쿄 디자인 위크의 두 가지 주요 박람회는 100% 디자인과 디자인타이드(DesignTide)였다.

### 폐쇄
2016년에는 도쿄 디자이너스 위크에서 5세 소년이 디자인 구조물 위에서 놀다가 불이 붙어 아이가 사망하는 우발적인 화재가 발생했다. 화재로 인해 2017 도쿄 디자이너스 위크 행사가 취소되었다.
2017년 가을, 도쿄 디자이너스 위크의 미래가 불투명해지자 이에 대한 대응으로 도쿄에서 새로운 페스티벌인 디자인아트 페스티벌(Designart Festival)이 시작되었다.